# Liga de Naciones de la UEFA
La Liga de Naciones de la UEFA (en inglés, UEFA Nations League), conocida simplemente como Liga de Naciones, es una competición continental de fútbol con carácter oficial en la que participan selecciones nacionales masculinas de la UEFA, ente rector del deporte en Europa. Esta competición la disputan las 55 selecciones afiliadas a la UEFA, con una fase regular dividida en cuatro ligas (A, B, C y D) que se componen, a su vez, de cuatro grupos cada una, y una fase final solo para los vencedores de los grupos de la liga A.

## Participantes
Todas las selecciones de la UEFA pueden participar en esta competición sin necesidad de una fase de clasificación, sino que cada selección estará ubicada en una liga según su desempeño en la temporada anterior. Aunque todas las selecciones deben enfrentarse a sus correspondientes rivales en la fase regular de grupos, existen partidos vetados por razones políticas, ya sea por indicaciones de los Estados o por iniciativa de la UEFA. Entre los partidos vetados encontramos:
- Ucrania contra Rusia como consecuencia de la guerra ruso-ucraniana.
- España contra Gibraltar por el contencioso sobre la soberanía del territorio.
- Armenia contra Azerbaiyán por las tensiones en la región de Alto Karabaj.

El caso de Kosovo también es problemático, dado que hay varios países europeos que no reconocen la independencia kosovar. Si bien algunos de estos, como España y Grecia, no han planteado problemas para enfrentarse a esta selección, otros sí se han negado a jugar contra ellos:
- Kosovo contra Serbia, Rusia o Bosnia y Herzegovina.

Como consecuencia de la invasión rusa de Ucrania en 2022, la federación rusa fue suspendida por la UEFA y por la FIFA para disputar encuentros de cualquier torneo organizado por ellas. En la Liga de Naciones, los partidos de Rusia se han suspendido y la selección se ha relegado directamente a la liga C.
- Selección de fútbol de Albania.
- Selección de fútbol de Alemania.
- Selección de fútbol de Andorra.
- Selección de fútbol de Armenia.
- Selección de fútbol de Austria.
- Selección de fútbol de Azerbaiyán.
- Selección de fútbol de Bélgica.
- Selección de fútbol de Bielorrusia.
- Selección de fútbol de Bosnia y Herzegovina.
- Selección de fútbol de Bulgaria.
- Selección de fútbol de Chipre.
- Selección de fútbol de Croacia.
- Selección de fútbol de Dinamarca.
- Selección de fútbol de Escocia.
- Selección de fútbol de Eslovaquia.
- Selección de fútbol de Eslovenia.
- Selección de fútbol de España.
- Selección de fútbol de Estonia.
- Selección de fútbol de Finlandia.
- Selección de fútbol de Francia.
- Selección de fútbol de Gales.
- Selección de fútbol de Georgia.
- Selección de fútbol de Gibraltar.
- Selección de fútbol de Grecia.
- Selección de fútbol de Hungría.
- Selección de fútbol de Inglaterra.
- Selección de fútbol de Irlanda.
- Selección de fútbol de Irlanda del Norte.
- Selección de fútbol de Islandia.
- Selección de fútbol de las Islas Feroe.
- Selección de fútbol de Israel.
- Selección de fútbol de Italia.
- Selección de fútbol de Kazajistán.
- Selección de fútbol de Kosovo.
- Selección de fútbol de Letonia.
- Selección de fútbol de Liechtenstein.
- Selección de fútbol de Lituania.
- Selección de fútbol de Luxemburgo.
- Selección de fútbol de Macedonia del Norte.
- Selección de fútbol de Malta.
- Selección de fútbol de Moldavia.
- Selección de fútbol de Montenegro.
- Selección de fútbol de Noruega.
- Selección de fútbol de los Países Bajos.
- Selección de fútbol de Polonia.
- Selección de fútbol de Portugal.
- Selección de fútbol de la República Checa.
- Selección de fútbol de Rumania.
- Selección de fútbol de Rusia.(suspendida)
- Selección de fútbol de San Marino.
- Selección de fútbol de Serbia.
- Selección de fútbol de Suecia.
- Selección de fútbol de Suiza.
- Selección de fútbol de Turquía.
- Selección de fútbol de Ucrania.

## Formato
Las 55 selecciones se distribuyen en función de la clasificación obtenida en la edición anterior. En la primera edición se tuvo en cuenta su posición en el ranking de coeficientes de la UEFA. Se establece un sistema de ligas o divisiones (A, B, C, y D) y cada una se divide a su vez en varios grupos: cuatro para las tres primeras ligas y dos para la última. Los integrantes compiten en una fase previa de grupos y disputan entre sí partidos a ida y vuelta en los respectivos países. Los ganadores de los cuatro grupos de la Liga A obtienen el pase para la fase final, que determina el campeón. Los ganadores de los grupos de las ligas B, C y D ascienden de categoría. El sistema de descenso varía según la liga: los últimos clasificados de cada grupo en las ligas A y B descienden automáticamente; los cuatro últimos clasificados de la liga C disputan una eliminatoria de descenso y los dos perdedores descienden a la liga D.

### Evolución del formato
En la primera edición, los 55 participantes se repartieron en cuatro divisiones o ligas (A, B, C y D). En esta primera edición, las dos primeras ligas estaban integradas por 12 países (tres equipos por grupo), la tercera por 15 (tres de cuatro y uno de tres) y la última por 16 (cuatro equipos por grupo); a su vez, cada liga se dividió internamente en cuatro grupos cuyos integrantes se enfrentaron entre sí en partidos a ida y vuelta. Sólo los equipos de la liga A tenían acceso a una fase final para determinar el campeón del torneo. Los ascensos y los descensos se determinaron en función de la posición: los campeones de los grupos de la liga B ascendieron a la liga A mientras que de los grupos de la liga C ascendieron los dos primeros; de la liga D a la liga C ascendieron los dos primeros de cada grupo más el mejor tercero. En cuanto a los descensos, en la primera edición no hubo descensos. La clasificación general de la Liga de Naciones determinó la composición de los bombos del sorteo para los posteriores clasificatorios europeos.
A partir de la segunda edición se reestructuró la competición, así, las ligas A, B y C estarían integradas por 16 países y la última, la D, por 7. Se mantuvo la división interna en cuatro grupos para las tres primeras divisiones (cuatro equipos por grupo) mientras que la liga D se vio reducida de cuatro a dos grupos (un grupo de tres y otro de cuatro equipos). Los ascensos de liga quedaron solo para el campeón de cada grupo. Como consecuencia de la reducción de grupos de la liga D, para los descensos de la liga C a la liga D se estableció una eliminatoria de descenso. La fase final mantuvo el mismo criterio y estructura.

### La fase final
Las selecciones que participan en la liga A obtienen el acceso a la fase final jugando una eliminatoria a ida y vuelta entre los primeros de su grupo y los segundos de otro grupo. Así, las cuatro selecciones ganadoras pasan a una fase final que se disputará en sede única, elegida entre las selecciones finalistas. En la primera fase final la sede elegida fue Oporto (Portugal) y en la segunda, la elegida fue Milán (Italia). Los cuatro equipos compiten en dos semifinales cuyos ganadores pasaran a la final mientras que los dos perdedores pasan a un partido por el tercer puesto.

## Relación con otros torneos
El torneo de la Liga de Naciones también sirve como fase de clasificación tanto para la Eurocopa como para la Copa Mundial. El objetivo es revalorizar este nuevo torneo de la UEFA más allá de la obtención del título o de ascender de categoría.
- En el caso de la Eurocopa, tanto para la edición 2020 y edición 2024 los ganadores de cada grupo de la Liga de Naciones tienen derecho, en caso de no clasificarse por la primera vía (fase de clasificación), a una segunda oportunidad de clasificación, y si ya están clasificados tendrá derecho la siguiente selección mejor clasificada en dicha Liga de Naciones, según la liga a la que correspondan. Este proceso sustituye al antiguo proceso de repesca.[5] El sistema de play off enfrentará, en grupos llamados ligas y en sede única, a los equipos determinados en una ronda de semifinales y otra de final. Los cuatro vencedores se clasificarán para la Eurocopa.

- En el caso de la Copa Mundial, para la edición de Qatar 2022, se decidió el formato de segunda ronda o fase de play-offs donde participarán los diez segundos lugares de la primera fase de clasificación junto a dos selecciones escogidas a partir del ranking de la Liga de las Naciones de la UEFA 2020-21.

| Edición | Clasificación | Plazas      | Selecciones candidatas | Selecciones clasificadas                       |
| ------- | ------------- | ----------- | --- | ---------------------------------------------- |
| 2018-19 | Eurocopa 2020 | 4           | Bulgaria ● Hungría ● Islandia ● Rumania Bosnia y Herzegovina ● Irlanda del Norte ● Eslovaquia ● Irlanda Noruega ● Serbia ● Escocia ● Israel Georgia ● Bielorrusia ● Kosovo ● Macedonia del Norte | Hungría Eslovaquia Escocia Macedonia del Norte |
| 2020-21 | Mundial 2022  | 2           | Austria ● República Checa | Ninguna                                        |
| 2022-23 | Eurocopa 2024 | 3           | Bosnia y Herzegovina ● Estonia ● Finlandia ● Gales ● Georgia ● Grecia ● Kazajistán ● Islandia ● Israel ● Luxemburgo ● Polonia ● Ucrania                                                          | Polonia Ucrania Georgia                        |
| 2024-25 | Mundial 2026  | Por definir | Por definir | Por definir                                    |

## Palmarés
| Edición | Campeón  | Resultado        | Subcampeón   | Tercero    | Resultado        | Cuarto       |
| ------- | -------- | ---------------- | ------------ | ---------- | ---------------- | ------------ |
| 2018-19 | Portugal | 1 - 0            | Países Bajos | Inglaterra | 0 - 0 (6-5 pen.) | Suiza        |
| 2020-21 | Francia  | 2 - 1            | España       | Italia     | 2 - 1            | Bélgica      |
| 2022-23 | España   | 0 - 0 (5-4 pen.) | Croacia      | Italia     | 3 - 2            | Países Bajos |
| 2024-25 | Portugal | 2 - 2 (5-3 pen.) | España       | Francia    | 2 - 0            | Alemania     |

### Títulos por país
Nota: En cursiva se indica el torneo en que el equipo fue local.
| Selección    | Títulos | Subtítulos | Tercero | Cuarto | Años campeonatos |
| ------------ | ------- | ---------- | ------- | ------ | ---------------- |
| Portugal     | 2       | –          | –       | –      | 2018-19, 2024-25 |
| España       | 1       | 2          | –       | –      | 2022-23          |
| Francia      | 1       | –          | 1       | –      | 2020-21          |
| Países Bajos | –       | 1          | –       | 1      |                  |
| Croacia      | –       | 1          | –       | –      |                  |
| Italia       | –       | –          | 2       | –      |                  |
| Inglaterra   | –       | –          | 1       | –      |                  |
| Suiza        | –       | –          | –       | 1      |                  |
| Bélgica      | –       | –          | –       | 1      |                  |
| Alemania     | –       | –          | –       | 1      |                  |

## Movimientos de categorías por temporada
- Ascendió
- Se mantuvo
- Descendió

Los colores de cada grupo están inspirados en los que se encuentran en la competición
| Selección            | 18-19         | 18-19         | 18-19             | 20-21         | 20-21         | 20-21             | 22-23         | 22-23         | 22-23             | 24-25         | 24-25         | 24-25         |
| Selección            | A · B · C · D | A · B · C · D | A · B · C · D     | A · B · C · D | A · B · C · D | A · B · C · D     | A · B · C · D | A · B · C · D | A · B · C · D     | A · B · C · D | A · B · C · D | A · B · C · D |
| -------------------- | ------------- | ------------- | ----------------- | ------------- | ------------- | ----------------- | ------------- | ------------- | ----------------- | ------------- | ------------- | ------------- |
| Albania              |               | C             | 34.º              |               | C             | 35.º              |               | B             | 27.º              |               | B             |               |
| Alemania             |               | A             | 11.º              |               | A             | 8.º               |               | A             | 10.º              |               | A             |               |
| Andorra              |               | D             | 53.º              |               | D             | 55.º              |               | D             | 53.º              |               | D             |               |
| Armenia              |               | D             | 45.º              |               | C             | 36.º              |               | B             | 31.º              |               | C             |               |
| Austria              |               | B             | 18.º              |               | B             | 18.º              |               | A             | 13.º              |               | B             |               |
| Azerbaiyán           |               | D             | 46.º              |               | C             | 43.º              |               | C             | 38.º              |               | C             |               |
| Bélgica              |               | A             | 5.º               |               | A             | 4.º               |               | A             | 7.º               |               | A             |               |
| Bielorrusia          |               | D             | 43.º              |               | C             | 38.º              |               | C             |                   |               | C             |               |
| Bosnia y Herzegovina |               | B             | 13.º              |               | A             | 15.º              |               | B             | 18.º              |               | A             |               |
| Bulgaria             |               | C             | 29.º              |               | B             | 31.º              |               | C             | 40.º              |               | C             |               |
| Chipre               |               | C             | 36.º              |               | C             | 46.º              |               | C             |                   |               | C             |               |
| Croacia              |               | A             | 9.º               |               | A             | 12.º              |               | A             | Medalla de plata  |               | A             |               |
| Dinamarca            |               | B             | 15.º              |               | A             | 7.º               |               | A             | 5.º               |               | A             |               |
| Escocia              |               | C             | 25.º              |               | B             | 23.º              |               | B             | 20.º              |               | A             |               |
| Eslovaquia           |               | B             | 21.º              |               | B             | 30.º              |               | C             | 43.º              |               | C             |               |
| Eslovenia            |               | C             | 38.º              |               | C             | 33.º              |               | B             | 25.º              |               | B             |               |
| España               |               | A             | 7.º               |               | A             | Medalla de plata  |               | A             | Medalla de oro    |               | A             |               |
| Estonia              |               | C             | 37.º              |               | C             | 47.º              |               | D             | 49.º              |               | C             |               |
| Finlandia            |               | C             | 28.º              |               | B             | 21.º              |               | B             | 21.º              |               | B             |               |
| Francia              |               | A             | 6.º               |               | A             | Medalla de oro    |               | A             | 12.º              |               | A             |               |
| Gales                |               | B             | 19.º              |               | B             | 17.º              |               | A             | 16.º              |               | B             |               |
| Georgia              |               | D             | 40.º              |               | C             | 42.º              |               | C             | 33.º              |               | B             |               |
| Gibraltar            |               | D             | 49.º              |               | D             | 49.º              |               | C             |                   |               | D             |               |
| Grecia               |               | C             | 33.º              |               | C             | 37.º              |               | C             | 34.º              |               | B             |               |
| Hungría              |               | C             | 31.º              |               | B             | 20.º              |               | A             | 8.º               |               | A             |               |
| Inglaterra           |               | A             | Medalla de bronce |               | A             | 9.º               |               | A             | 15.º              |               | B             |               |
| Irlanda              |               | B             | 23.º              |               | B             | 28.º              |               | B             | 26.º              |               | B             |               |
| Irlanda del Norte    |               | B             | 24.º              |               | B             | 32.º              |               | C             | 44.º              |               | C             |               |
| Islandia             |               | A             | 12.º              |               | A             | 16.º              |               | B             | 23.º              |               | B             |               |
| Islas Feroe          |               | D             | 50.º              |               | D             | 50.º              |               | C             | 41.º              |               | C             |               |
| Israel               |               | C             | 30.º              |               | B             | 25.º              |               | B             | 17.º              |               | A             |               |
| Italia               |               | A             | 8.º               |               | A             | Medalla de bronce |               | A             | Medalla de bronce |               | A             |               |
| Kazajistán           |               | D             | 47.º              |               | C             | 45.º              |               | C             | 36.º              |               | B             |               |
| Kosovo               |               | D             | 42.º              |               | C             | 44.º              |               | C             | 39.º              |               | C             |               |
| Letonia              |               | D             | 51.º              |               | D             | 53.º              |               | D             | 50.º              |               | C             |               |
| Liechtenstein        |               | D             | 52.º              |               | D             | 51.º              |               | D             | 55.º              |               | D             |               |
| Lituania             |               | C             | 39.º              |               | C             | 41.º              |               | C             |                   |               | C             |               |
| Luxemburgo           |               | D             | 44.º              |               | C             | 39.º              |               | C             | 37.º              |               | C             |               |
| Macedonia del Norte  |               | D             | 41.º              |               | C             | 40.º              |               | C             | 42.º              |               | C             |               |
| Malta                |               | D             | 54.º              |               | D             | 52.º              |               | D             | 52.º              |               | D             |               |
| Moldavia             |               | D             | 48.º              |               | C             | 48.º              |               | D             | 51.º              |               | D             |               |
| Montenegro           |               | C             | 35.º              |               | C             | 34.º              |               | B             | 28.º              |               | B             |               |
| Noruega              |               | C             | 26.º              |               | B             | 22.º              |               | B             | 24.º              |               | B             |               |
| Países Bajos         |               | A             | Medalla de plata  |               | A             | 6.º               |               | A             | 4.º               |               | A             |               |
| Polonia              |               | A             | 10.º              |               | A             | 10.º              |               | A             | 11.º              |               | A             |               |
| Portugal             |               | A             | Medalla de oro    |               | A             | 5.º               |               | A             | 6.º               |               | A             |               |
| República Checa      |               | B             | 20.º              |               | B             | 19.º              |               | A             | 14.º              |               | B             |               |
| Rumania              |               | C             | 32.º              |               | B             | 26.º              |               | B             | 29.º              |               | C             |               |
| Rusia                |               | B             | 17.º              |               | B             | 24.º              |               | B             | 32.º              |               | C             |               |
| San Marino           |               | D             | 55.º              |               | D             | 54.º              |               | D             | 54.º              |               | D             |               |
| Serbia               |               | C             | 27.º              |               | B             | 27.º              |               | B             | 19.º              |               | A             |               |
| Suecia               |               | B             | 16.º              |               | A             | 14.º              |               | B             | 30.º              |               | C             |               |
| Suiza                |               | A             | 4.º               |               | A             | 11.º              |               | A             | 9.º               |               | A             |               |
| Turquía              |               | B             | 22.º              |               | B             | 29.º              |               | C             | 35.º              |               | B             |               |
| Ucrania              |               | B             | 14.º              |               | A             | 13.º              |               | B             | 22.º              |               | B             |               |

## Estadísticas

### Tabla histórica de rendimiento
La tabla histórica de rendimiento de la Liga de Naciones es un registro acumulativo de todos los partidos, puntos y goles de cada equipo que haya participado en alguna de las ligas —así como de la fase final— de la competición desde su primera edición en 2018-19. Las siguientes tablas se encuentran actualizadas hasta la última temporada (2022-23). Los equipos en color azul compiten actualmente en la liga de la tabla estadística. Las estadísticas en negrita indican los puntos conseguidos en cada liga.

#### Fase final

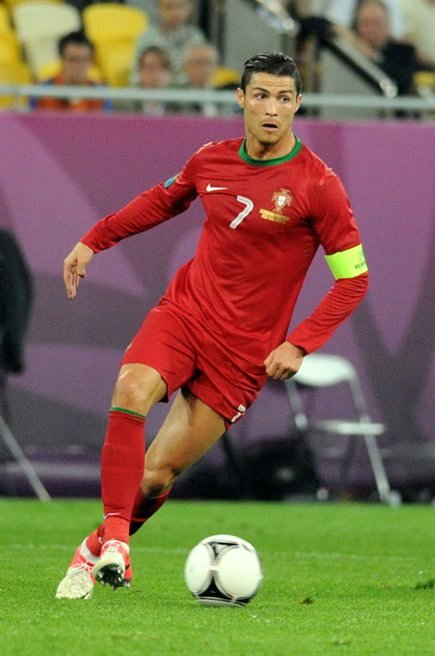
Cristiano Ronaldo, máximo goleador de las fases finales del torneo con 8 goles.

| Equipo       | Pos. | Temp. | Pts. | Partidos | Partidos | Partidos | Partidos | Partidos | Partidos | Partidos | Puestos                | Puestos                  | Puestos                   | Puestos |
| Equipo       | Pos. | Temp. | Pts. | PJ       | PG       | PE       | PP       | GF       | GC       | Dif      | Medalla de oro, Europa | Medalla de plata, Europa | Medalla de bronce, Europa | 4.o     |
| ------------ | ---- | ----- | ---- | -------- | -------- | -------- | -------- | -------- | -------- | -------- | ---------------------- | ------------------------ | ------------------------- | ------- |
| Portugal     | 1    | 2     | 10   | 4        | 3        | 1        | 0        | 8        | 4        | 4        | 2                      |                          |                           |         |
| España       | 2    | 3     | 10   | 6        | 3        | 2        | 1        | 11       | 9        | 2        | 1                      | 2                        |                           |         |
| Francia      | 3    | 2     | 9    | 4        | 3        | 0        | 1        | 11       | 8        | 3        | 1                      |                          | 1                         |         |
| Croacia      | 4    | 1     | 4    | 2        | 1        | 1        | 0        | 4        | 2        | 2        |                        | 1                        |                           |         |
| Países Bajos | 5    | 2     | 3    | 4        | 1        | 0        | 3        | 7        | 9        | -2       |                        | 1                        |                           | 1       |
| Italia       | 6    | 2     | 6    | 4        | 2        | 0        | 2        | 7        | 7        | 0        |                        |                          | 2                         |         |
| Inglaterra   | 7    | 1     | 1    | 2        | 0        | 1        | 1        | 1        | 3        | −2       |                        |                          | 1                         |         |
| Suiza        | 8    | 1     | 1    | 2        | 0        | 1        | 1        | 1        | 3        | −2       |                        |                          |                           | 1       |
| Bélgica      | 9    | 1     | 0    | 2        | 0        | 0        | 2        | 3        | 5        | −2       |                        |                          |                           | 1       |
| Alemania     | 10   | 1     | 0    | 2        | 0        | 0        | 2        | 1        | 4        | -3       |                        |                          |                           | 1       |

#### Liga A
| Pos. | Equipo               | Temp. | Pts. | Partidos | Partidos | Partidos | Partidos | Partidos | Partidos | Partidos | Temporadas | Temporadas | Temporadas |
| Pos. | Equipo               | Temp. | Pts. | PJ       | PG       | PE       | PP       | GF       | GC       | Dif      | Debut      | Últ.       | Rel.       |
| ---- | -------------------- | ----- | ---- | -------- | -------- | -------- | -------- | -------- | -------- | -------- | ---------- | ---------- | ---------- |
| 1    | Bélgica              | 4     | 34   | 16       | 11       | 1        | 4        | 36       | 20       | 16       | 2018-19    | 2024-25    |            |
| 2    | Países Bajos         | 4     | 34   | 16       | 10       | 4        | 2        | 29       | 14       | 15       | 2018-19    | 2024-25    |            |
| 3    | Portugal             | 4     | 31   | 16       | 9        | 4        | 3        | 28       | 10       | 8        | 2018-19    | 2024-25    |            |
| 4    | España               | 4     | 28   | 16       | 8        | 4        | 4        | 33       | 15       | 18       | 2018-19    | 2024-25    |            |
| 5    | Italia               | 4     | 28   | 16       | 7        | 7        | 2        | 17       | 11       | 6        | 2018-19    | 2024-25    |            |
| 6    | Francia              | 4     | 28   | 16       | 8        | 4        | 4        | 21       | 16       | 5        | 2018-19    | 2024-25    |            |
| 7    | Suiza                | 4     | 24   | 16       | 7        | 3        | 6        | 29       | 22       | 7        | 2018-19    | 2024-25    |            |
| 8    | Dinamarca            | 3     | 22   | 12       | 7        | 1        | 4        | 17       | 12       | 5        | 2020-21    | 2024-25    |            |
| 9    | Inglaterra           | 3     | 20   | 16       | 5        | 5        | 6        | 17       | 19       | −2       | 2018-19    | 2022-23    | 1          |
| 10   | Croacia              | 4     | 20   | 16       | 6        | 2        | 8        | 21       | 32       | −11      | 2018-19    | 2024-25    |            |
| 11   | Alemania             | 4     | 18   | 16       | 3        | 9        | 4        | 24       | 29       | −5       | 2018-19    | 2024-25    |            |
| 12   | Polonia              | 4     | 16   | 16       | 4        | 4        | 8        | 16       | 24       | −8       | 2018-19    | 2024-25    |            |
| 13   | Hungría              | 2     | 10   | 6        | 3        | 1        | 2        | 8        | 5        | 3        | 2022-23    | 2024-25    |            |
| 14   | Ucrania              | 1     | 6    | 6        | 2        | 0        | 4        | 5        | 13       | −8       | 2020-21    | 2020-21    | 1          |
| 15   | Austria              | 1     | 4    | 6        | 1        | 1        | 4        | 6        | 10       | -4       | 2022-23    | 2022-23    | 1          |
| 16   | Suecia               | 1     | 3    | 6        | 1        | 0        | 5        | 5        | 13       | −8       | 2020-21    | 2020-21    | 1          |
| 17   | República Checa      | 1     | 4    | 6        | 1        | 1        | 4        | 5        | 13       | −8       | 2022-23    | 2022-23    | 1          |
| 18   | Bosnia y Herzegovina | 2     | 2    | 6        | 0        | 2        | 4        | 3        | 11       | −8       | 2020-21    | 2024-25    | 1          |
| 19   | Gales                | 1     | 1    | 6        | 0        | 1        | 5        | 6        | 11       | −5       | 2022-23    | 2022-23    | 1          |
| 20   | Islandia             | 2     | 0    | 10       | 0        | 0        | 10       | 4        | 30       | −26      | 2018-19    | 2020-21    | 1          |
| 21   | Escocia              | 1     | 0    | 0        | 0        | 0        | 0        | 0        | 0        | 0        | 2024-25    |            |            |
| 22   | Israel               | 1     | 0    | 0        | 0        | 0        | 0        | 0        | 0        | 0        | 2024-25    |            |            |
| 23   | Serbia               | 1     | 0    | 0        | 0        | 0        | 0        | 0        | 0        | 0        | 2024-25    |            |            |

#### Liga B
| Pos. | Equipo               | Temp. | Pts. | Partidos | Partidos | Partidos | Partidos | Partidos | Partidos | Partidos | Temporadas | Temporadas | Temporadas | Temporadas |
| Pos. | Equipo               | Temp. | Pts. | PJ       | PG       | PE       | PP       | GF       | GC       | Dif      | Debut      | Últ.       | Pro.       | Rel.       |
| ---- | -------------------- | ----- | ---- | -------- | -------- | -------- | -------- | -------- | -------- | -------- | ---------- | ---------- | ---------- | ---------- |
| 1    | Escocia              | 2     | 23   | 12       | 7        | 2        | 3        | 16       | 9        | 7        | 2020-21    | 2022-23    | 1          |            |
| 2    | Gales                | 3     | 22   | 10       | 7        | 1        | 2        | 14       | 6        | 8        | 2018-19    | 2024-25    | 1          |            |
| 3    | Bosnia y Herzegovina | 2     | 21   | 10       | 6        | 3        | 1        | 13       | 9        | 4        | 2018-19    | 2022-23    | 2          |            |
| 4    | Ucrania              | 3     | 20   | 10       | 6        | 2        | 2        | 15       | 9        | 6        | 2018-19    | 2024-25    | 1          | 1          |
| 5    | Noruega              | 3     | 20   | 12       | 6        | 2        | 4        | 19       | 14       | 5        | 2020-21    | 2024-25    |            |            |
| 6    | Finlandia            | 3     | 20   | 12       | 6        | 2        | 4        | 15       | 11       | 4        | 2020-21    | 2024-25    |            |            |
| 7    | Austria              | 3     | 20   | 10       | 6        | 2        | 2        | 12       | 8        | 4        | 2018-19    | 2024-25    | 1          |            |
| 8    | Serbia               | 2     | 19   | 12       | 5        | 4        | 3        | 22       | 12       | 10       | 2020-21    | 2022-23    | 1          |            |
| 9    | República Checa      | 3     | 18   | 10       | 6        | 0        | 4        | 13       | 9        | 4        | 2018-19    | 2024-25    | 1          | 1          |
| 10   | Israel               | 2     | 16   | 10       | 4        | 4        | 2        | 15       | 13       | 2        | 2020-21    | 2022-23    | 1          |            |
| 11   | Rusia                | 3     | 15   | 10       | 4        | 3        | 3        | 13       | 15       | −2       | 2018-19    | 2022-23    |            | 1          |
| 12   | Rumania              | 2     | 15   | 12       | 4        | 3        | 5        | 14       | 17       | -3       | 2020-21    | 2022-23    |            | 1          |
| 13   | Irlanda              | 4     | 12   | 16       | 2        | 6        | 8        | 10       | 16       | −6       | 2018-19    | 2024-25    |            |            |
| 14   | Hungría              | 1     | 11   | 6        | 3        | 2        | 1        | 7        | 4        | 3        | 2020-21    | 2020-21    | 1          |            |
| 15   | Suecia               | 2     | 11   | 10       | 3        | 2        | 5        | 12       | 14       | -2       | 2018-19    | 2022-23    | 1          | 1          |
| 16   | Turquía              | 3     | 9    | 10       | 2        | 3        | 5        | 10       | 15       | −5       | 2018-19    | 2024-25    |            | 1          |
| 17   | Dinamarca            | 1     | 8    | 4        | 2        | 2        | 0        | 4        | 1        | 3        | 2018-19    | 2018-19    | 1          |            |
| 18   | Montenegro           | 2     | 7    | 6        | 2        | 1        | 3        | 6        | 6        | 0        | 2022-23    | 2024-25    |            |            |
| 19   | Eslovaquia           | 2     | 7    | 10       | 2        | 1        | 7        | 10       | 15       | −5       | 2018-19    | 2020-21    |            | 1          |
| 20   | Eslovenia            | 2     | 6    | 6        | 1        | 3        | 2        | 6        | 10       | −4       | 2022-23    | 2024-25    |            |            |
| 21   | Islandia             | 2     | 4    | 4        | 0        | 4        | 0        | 6        | 6        | 0        | 2022-23    | 2024-25    |            |            |
| 22   | Armenia              | 1     | 3    | 6        | 1        | 0        | 5        | 4        | 17       | −13      | 2022-23    | 2022-23    |            | 1          |
| 23   | Bulgaria             | 1     | 2    | 6        | 0        | 2        | 4        | 2        | 7        | −5       | 2020-21    | 2020-21    |            | 1          |
| 24   | Irlanda del Norte    | 2     | 2    | 10       | 0        | 2        | 8        | 6        | 18       | -12      | 2018-19    | 2020-21    |            | 1          |
| 25   | Albania              | 2     | 2    | 4        | 0        | 2        | 2        | 4        | 6        | −2       | 2022-23    | 2024-25    |            |            |
| 26   | Georgia              | 1     | 0    | 0        | 0        | 0        | 0        | 0        | 0        | 0        | 2024-25    |            |            |            |
| 27   | Inglaterra           | 1     | 0    | 0        | 0        | 0        | 0        | 0        | 0        | 0        | 2024-25    |            |            |            |
| 28   | Grecia               | 1     | 0    | 0        | 0        | 0        | 0        | 0        | 0        | 0        | 2024-25    |            |            |            |
| 29   | Kazajistán           | 1     | 0    | 0        | 0        | 0        | 0        | 0        | 0        | 0        | 2024-25    |            |            |            |

Notas
1. ↑  Durante la temporada 2022-23, Rusia sería sancionada con el descenso automático sin haber disputado encuentros, esto debido a la invasión rusa de Ucrania de 2022.[6]

#### Liga C
| Pos. | Equipo              | Temp. | Pts. | Partidos | Partidos | Partidos | Partidos | Partidos | Partidos | Partidos | Temporadas | Temporadas | Temporadas | Temporadas |
| Pos. | Equipo              | Temp. | Pts. | PJ       | PG       | PE       | PP       | GF       | GC       | Dif      | Debut      | Últ.       | Pro.       | Rel.       |
| ---- | ------------------- | ----- | ---- | -------- | -------- | -------- | -------- | -------- | -------- | -------- | ---------- | ---------- | ---------- | ---------- |
| 1    | Grecia              | 3     | 36   | 18       | 11       | 3        | 4        | 20       | 8        | 12       | 2018-19    | 2022-23    | 1          |            |
| 2    | Georgia             | 2     | 23   | 12       | 6        | 5        | 1        | 22       | 9        | 13       | 2020-21    | 2022-23    | 1          |            |
| 3    | Luxemburgo          | 3     | 21   | 12       | 6        | 3        | 3        | 16       | 12       | 4        | 2020-21    | 2024-25    |            |            |
| 4    | Montenegro          | 2     | 20   | 12       | 6        | 2        | 4        | 17       | 8        | 9        | 2018-19    | 2020-21    | 1          |            |
| 5    | Bulgaria            | 3     | 20   | 12       | 5        | 5        | 2        | 17       | 13       | 4        | 2018-19    | 2024-25    | 1          |            |
| 6    | Eslovenia           | 2     | 17   | 12       | 4        | 5        | 3        | 13       | 9        | 4        | 2018-19    | 2020-21    | 1          |            |
| 7    | Kazajistán          | 2     | 17   | 12       | 5        | 2        | 5        | 13       | 15       | −2       | 2020-21    | 2022-23    | 1          |            |
| 8    | Macedonia del Norte | 3     | 16   | 12       | 4        | 4        | 4        | 16       | 15       | 1        | 2020-21    | 2024-25    |            |            |
| 9    | Azerbaiyán          | 3     | 16   | 12       | 4        | 4        | 4        | 9        | 8        | 1        | 2020-21    | 2024-25    |            |            |
| 10   | Serbia              | 1     | 14   | 6        | 4        | 2        | 0        | 11       | 4        | 7        | 2018-19    | 2018-19    | 1          |            |
| 11   | Kosovo              | 3     | 14   | 12       | 4        | 2        | 6        | 15       | 14       | 1        | 2020-21    | 2024-25    |            |            |
| 12   | Albania             | 2     | 14   | 10       | 4        | 2        | 4        | 9        | 12       | −3       | 2018-19    | 2022-23    | 1          |            |
| 13   | Chipre              | 4     | 14   | 18       | 3        | 5        | 10       | 11       | 31       | -20      | 2018-19    | 2024-25    |            |            |
| 14   | Turquía             | 1     | 13   | 6        | 4        | 1        | 1        | 18       | 5        | 13       | 2022-23    | 2022-23    | 1          |            |
| 15   | Noruega             | 1     | 13   | 6        | 4        | 1        | 1        | 7        | 2        | 5        | 2018-19    | 2018-19    | 1          |            |
| 16   | Bielorrusia         | 3     | 13   | 12       | 3        | 4        | 5        | 13       | 15       | -2       | 2020-21    | 2024-25    |            |            |
| 17   | Finlandia           | 1     | 12   | 6        | 4        | 0        | 2        | 5        | 3        | 2        | 2018-19    | 2018-19    | 1          |            |
| 18   | Rumania             | 2     | 12   | 6        | 3        | 3        | 0        | 8        | 3        | 5        | 2018-19    | 2024-25    | 1          |            |
| 19   | Armenia             | 2     | 11   | 6        | 3        | 2        | 1        | 9        | 6        | 3        | 2020-21    | 2024-25    | 1          |            |
| 20   | Hungría             | 1     | 10   | 6        | 3        | 1        | 2        | 9        | 6        | 3        | 2018-19    | 2018-19    | 1          |            |
| 21   | Escocia             | 1     | 9    | 4        | 3        | 0        | 1        | 10       | 4        | 6        | 2018-19    | 2018-19    | 1          |            |
| 22   | Lituania            | 3     | 9    | 18       | 2        | 3        | 13       | 10       | 37       | −27      | 2018-19    | 2024-25    |            |            |
| 23   | Islas Feroe         | 2     | 8    | 6        | 2        | 2        | 2        | 7        | 10       | -3       | 2022-23    | 2024-25    |            |            |
| 24   | Eslovaquia          | 2     | 7    | 6        | 2        | 1        | 3        | 5        | 6        | −1       | 2022-23    | 2024-25    |            |            |
| 25   | Estonia             | 3     | 7    | 12       | 1        | 4        | 7        | 9        | 17       | -8       | 2018-19    | 2024-25    |            | 1          |
| 26   | Israel              | 1     | 6    | 4        | 2        | 0        | 2        | 6        | 5        | 1        | 2018-19    | 2018-19    | 1          |            |
| 27   | Moldavia            | 1     | 6    | 6        | 0        | 1        | 5        | 1        | 11       | −10      | 2020-21    | 2020-21    |            | 1          |
| 28   | Irlanda del Norte   | 2     | 5    | 6        | 1        | 2        | 3        | 7        | 10       | −3       | 2022-23    | 2024-25    |            |            |
| 29   | Gibraltar           | 1     | 1    | 6        | 0        | 1        | 5        | 3        | 18       | -15      | 2022-23    | 2022-23    |            | 1          |
| 30   | Suecia              | 1     | 0    | 0        | 0        | 0        | 0        | 0        | 0        | 0        | 2024-25    |            |            |            |
| 31   | Letonia             | 1     | 0    | 0        | 0        | 0        | 0        | 0        | 0        | 0        | 2024-25    |            |            |            |

#### Liga D
| Pos. | Equipo              | Temp. | Pts. | Partidos | Partidos | Partidos | Partidos | Partidos | Partidos | Partidos | Temporadas | Temporadas | Temporadas |
| Pos. | Equipo              | Temp. | Pts. | PJ       | PG       | PE       | PP       | GF       | GC       | Dif      | Debut      | Últ.       | Pro.       |
| ---- | ------------------- | ----- | ---- | -------- | -------- | -------- | -------- | -------- | -------- | -------- | ---------- | ---------- | ---------- |
| 1    | Letonia             | 3     | 24   | 18       | 5        | 9        | 4        | 22       | 15       | 7        | 2018-19    | 2022-23    | 1          |
| 2    | Moldavia            | 3     | 28   | 12       | 6        | 4        | 2        | 14       | 11       | 3        | 2020-21    | 2024-25    | 1          |
| 3    | Malta               | 4     | 21   | 16       | 4        | 6        | 6        | 18       | 24       | -6       | 2018-19    | 2024-25    |            |
| 4    | Islas Feroe         | 2     | 17   | 12       | 4        | 5        | 3        | 14       | 15       | -1       | 2018-19    | 2022-23    |            |
| 5    | Georgia             | 1     | 16   | 6        | 5        | 1        | 0        | 12       | 2        | 10       | 2018-19    | 2018-19    | 1          |
| 6    | Macedonia del Norte | 1     | 15   | 6        | 5        | 0        | 1        | 14       | 5        | 9        | 2018-19    | 2018-19    | 1          |
| 7    | Kosovo              | 1     | 14   | 6        | 4        | 2        | 0        | 15       | 2        | 13       | 2018-19    | 2018-19    | 1          |
| 8    | Bielorrusia         | 1     | 14   | 6        | 4        | 2        | 0        | 10       | 0        | 10       | 2018-19    | 2018-19    | 1          |
| 9    | Gibraltar           | 3     | 16   | 10       | 4        | 2        | 4        | 8        | 16       | -8       | 2018-19    | 2024-25    | 1          |
| 10   | Andorra             | 4     | 14   | 18       | 2        | 8        | 8        | 9        | 27       | -18      | 2018-19    | 2024-25    |            |
| 11   | Estonia             | 1     | 12   | 4        | 4        | 0        | 0        | 10       | 2        | 8        | 2022-23    | 2022-23    | 1          |
| 12   | Luxemburgo          | 1     | 10   | 6        | 3        | 1        | 2        | 11       | 4        | 7        | 2018-19    | 2018-19    | 1          |
| 13   | Armenia             | 1     | 10   | 6        | 3        | 1        | 2        | 14       | 8        | 6        | 2018-19    | 2018-19    | 1          |
| 14   | Azerbaiyán          | 1     | 9    | 6        | 2        | 3        | 1        | 7        | 6        | 1        | 2018-19    | 2018-19    | 1          |
| 15   | Liechtenstein       | 4     | 10   | 16       | 2        | 3        | 11       | 11       | 25       | -14      | 2018-19    | 2024-25    |            |
| 16   | Kazajistán          | 1     | 6    | 6        | 1        | 3        | 2        | 8        | 7        | 1        | 2018-19    | 2018-19    | 1          |
| 17   | San Marino          | 4     | 5    | 14       | 0        | 2        | 12       | 0        | 28       | -28      | 2018-19    | 2024-25    |            |

### Tabla histórica de goleadores

#### Fase final
- Cristiano Ronaldo (8).
- Kylian Mbappé (4).
- Ferran Torres (2).
- Karim Benzema (2).
- Lamine Yamal (2).
- Mikel Oyarzábal (2).

#### Total

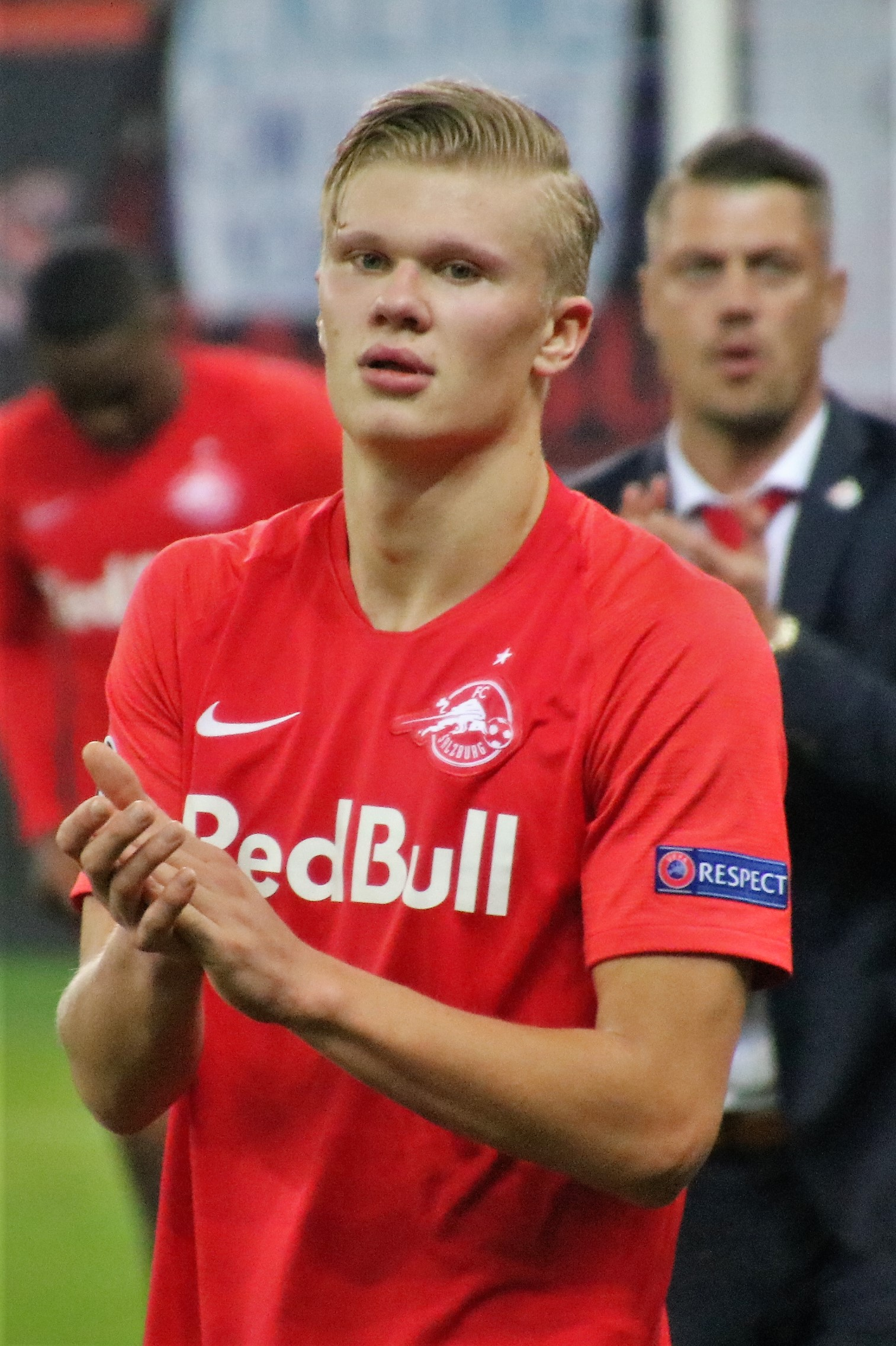
Erling Haaland, máximo goleador con 19 goles en tres temporadas.

El noruego Erling Haaland es el máximo goleador histórico de la competición y de la Liga B, habiendo anotado 19 goles en 16 apariciones en tres temporadas. Los máximos goleadores históricos de la Liga A y C, con 15 y 9 goles, respectivamente, son Cristiano Ronaldo y Viktor Gyökeres (este último posee el récord de más goles en una misma edición con 9); en la Liga D, el máximo goleador es el letón Jānis Ikaunieks, con 7 goles.
| Pos. | Jugador             | Selección            | Goles | Goles | Goles | Goles | Goles | Partidos | Prom. | Temporadas                         |
| Pos. | Jugador             | Selección            | Total | A     | B     | C     | D     | Partidos | Prom. | Temporadas                         |
| ---- | ------------------- | -------------------- | ----- | ----- | ----- | ----- | ----- | -------- | ----- | ---------------------------------- |
| 1    | Erling Haaland      | Noruega              | 19    | −     | 19    | −     | −     | 16       | 1.19  | 2020-21, 2022-23, 2024-25          |
| 2    | Aleksandar Mitrović | Serbia               | 15    | 1     | 8     | 6     | −     | 19       | 0.79  | 2018-19, 2020-21, 2022-23, 2024-25 |
| 3    | Cristiano Ronaldo   | Portugal             | 15    | 15    | −     | −     | −     | 20       | 0.75  | 2018-19, 2020-21, 2022-23, 2024-25 |
| 4    | Romelu Lukaku       | Bélgica              | 10    | 10    | −     | −     | −     | 10       | 1.00  | 2018-19, 2020-21, 2022-23, 2024-25 |
| 4    | Viktor Gyökeres     | Suecia               | 10    | −     | 1     | 9     | −     | 11       | 0.91  | 2022-23, 2024-25                   |
| 4    | Vedat Muriqi        | Kosovo               | 10    | −     | −     | 8     | 2     | 18       | 0.56  | 2018-19, 2020-21, 2022-23, 2024-25 |
| 7    | Edin Džeko          | Bosnia y Herzegovina | 9     | 3     | 6     | −     | −     | 19       | 0.47  | 2018-19, 2020-21, 2022-23, 2024-25 |
| 7    | Danel Sinani        | Luxemburgo           | 9     | −     | −     | 6     | 3     | 23       | 0.39  | 2018-19, 2020-21, 2022-23, 2024-25 |
| 7    | Christian Eriksen   | Dinamarca            | 9     | 7     | 2     | −     | −     | 23       | 0.39  | 2018-19, 2020-21, 2022-23, 2024-25 |